# Vojak (Berg)
Der Vojak ist mit einer Höhe von 1401 m. i. J. die höchste Erhebung im Učkagebirge in Kroatien und der Halbinsel Istrien.

## Lage
Der Berg liegt in der Gespanschaft Primorje-Gorski kotar, im Naturpark Učka.

## Sendeanlagen
Nördlich des Gipfels befindet sich ein leistungsstarker Sendeturm für Fernsehen und UKW-Radio sowie eine militärische Radarkuppel.

## Tourismus
Der Vojak ist ein beliebtes Ausflugsziel, bereits seit 1911 steht ein vom Österreichischen Touristenklub errichteter Aussichtsturm auf dem Gipfel, knapp nördlich davon eine Startrampe für Gleitschirmflieger.

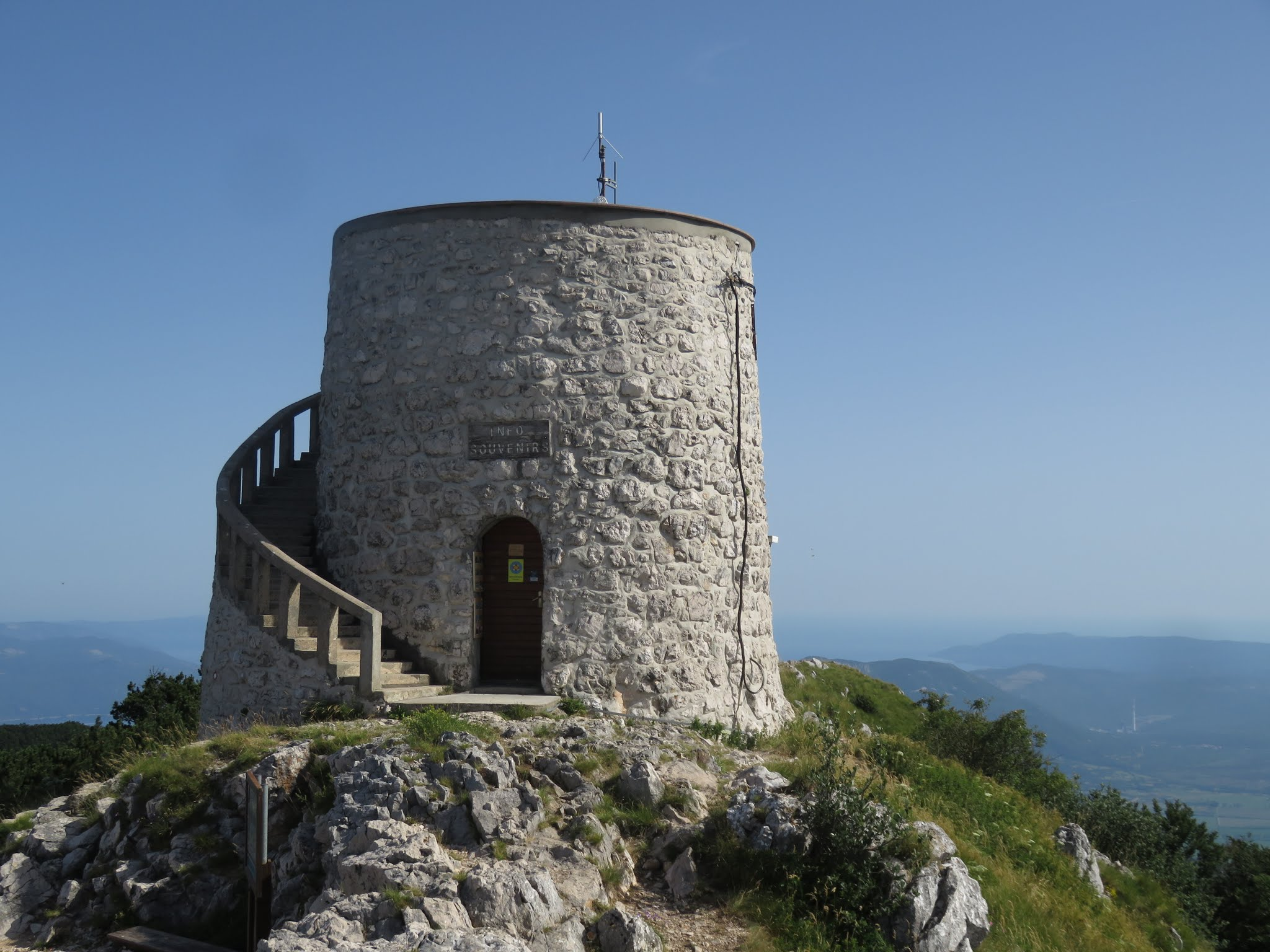
Aussichtsturm am Gipfel
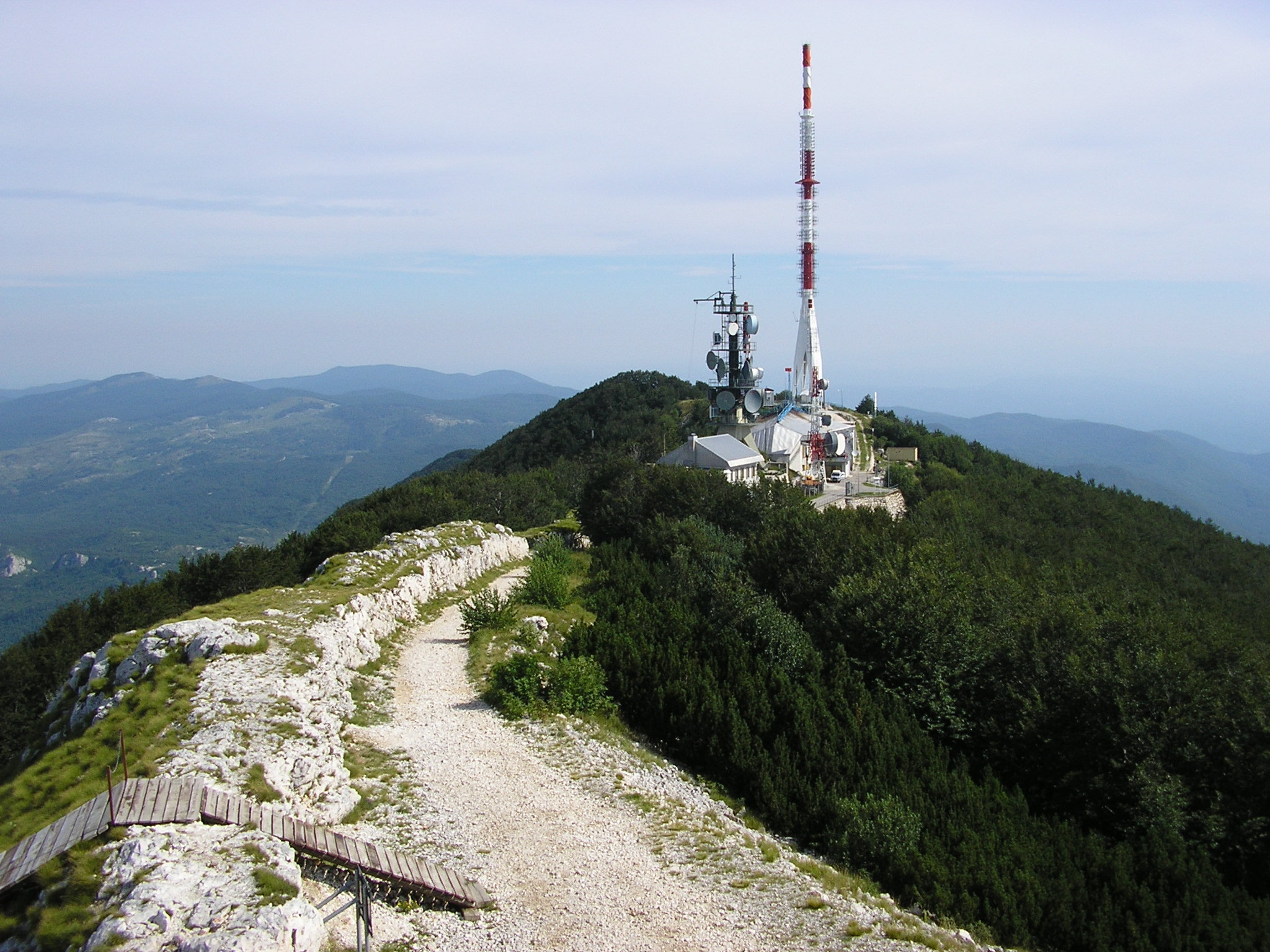
Gleitschirmflieger-Startrampe (links im Vordergrund) und Sendeanlagen vom Aussichtsturm aus